# Wednesday アナザーワールド
『Wednesday アナザーワールド』（ウェンズデー アナザーワールド）は、2009年7月17日に公開された日本映画。主演は北村悠。他には山本博子、土岐田麗子、木村康雄、原田龍二、原田大二郎が出演。

## 登場人物
- 風間亮　　　演 – 北村悠
- 佐伯小夜　　演 – 山本博子
- 風間隼　　　演 – 小笠原大史
- 吉沢昭一　　演 – 木村康雄
- 永野美里　　演 – 土岐田麗子
- 野口秀雄　　演 – 原田龍二
- 吉本宗徳　　演 – 原田大二郎

## スタッフ
- エグゼクティブプロデューサー / 製作 - 神品信市
- プロデューサー – 宇津木武文　上野順司
- アシスタントプロデューサー – MAKIKO
- 監督/脚本 - 東真司
- 助監督 – 黒岩秀勝
- 撮影 – 境哲也
- 録音 – 古橋和浩
- 製作ディレクター – 西村克也　山多裕生　奥村伸也
- 音楽ディレクター - TOSHIMITSU
- 製作 - MIRAI PICTURES JAPAN
- 配給 - MIRAI